# Chácara Klabin
Chácara Klabin è una stazione della linea 2 e della linea 5 della metropolitana di San Paolo. Si trova sotto rua Vergueiro, nel distretto di Vila Mariana.

## Storia
I lavori di costruzione della stazione sono iniziati nel giugno 2004, con una durata prevista di 23 mesi.
La stazione della linea 2 è stata inaugurata il 9 maggio 2006.
La stazione della linea 5 è stata aperta il 28 settembre 2018.

## Interscambi
Nelle vicinanze della stazione effettuano fermata diverse linee di autobus urbani e interurbani.
- Fermata autobus

## Servizi
La stazione dispone di:
- Accessibilità per portatori di handicap
- Ascensori
- Scale mobili
- Biglietteria a sportello
- Biglietteria automatica